# Гиддингс (Техас)
Гиддингс (англ. Giddings) — город в США, расположенный в западной части штата Техас, административный центр округа Ли. По данным переписи за 
2010 год число жителей составляло 4881 человек, по оценке Бюро переписи США в 2016 году в городе проживало 5113 человек.

## История
Территория города изначально входила в колонию Стивена Остина. Город был основан в 1871 году при строительстве железной дороги Houston and Texas Central Railway и предположительно был назван по фамилии держателя акций железной дороги Дьюитта Гиддингса. Тогда же было открыто почтовое отделение. Одной из отличительных особенностей города стали широкие улицы, достигавшие 30 метров шириной. Первая церковь появилась в городе в 1871 году. Вскоре после окончания Гражданской войны город заполонили освобождённые рабы с ближайших ферм и плантаций. Чёрное население активно получало образование, размер классов в 1883 году мог составлять до 50 человек. В 1887 году была построена первая общественная школа для афроамериканцев.
В 1874 году был создан округ Ли и Гиддингс стал административным центром. К тому году в городе работали магазин для фермеров, кузница, салун, мельница. Основной продукцией местных фермеров являлся хлопок. К 1890 году у города был доступ к железной дороге San Antonio and Aransas Pass Railway, работало несколько хлопкоочистительных машин, банк, была открыта опера, выходило несколько газет, в том числе одна на немецком языке для эмигрантов из Германии. В 1913 году город получил устав, началось формирование органов местного управления.

## География
Гиддингс находится в южной части округа, его координаты: 30°10′59″ с. ш. 96°55′45″ з. д..
Согласно данным бюро переписи США, площадь города составляет около 13,3 км2, из которых 13,2 км2 занято сушей, а менее 0,1 км2 — водная поверхность.

### Климат
Согласно классификации климатов Кёппена, в Гиддингсе преобладает влажный субтропический климат (Cfa).
| Показатель                    | Янв.  | Фев.  | Март | Апр. | Май   | Июнь | Июль | Авг. | Сен. | Окт. | Нояб. | Дек.  |
| ----------------------------- | ----- | ----- | ---- | ---- | ----- | ---- | ---- | ---- | ---- | ---- | ----- | ----- |
| Абсолютный максимум, °C       | 31,1  | 36,1  | 34,4 | 36,1 | 37,8  | 38,9 | 40,6 | 41,7 | 43,9 | 36,1 | 32,2  | 28,9  |
| Средний суточный максимум, °C | 15    | 18    | 22   | 25   | 29    | 32   | 34   | 34   | 32   | 27   | 21    | 17    |
| Средний суточный минимум, °C  | 3     | 5     | 9    | 13   | 18    | 21   | 23   | 22   | 19   | 14   | 9     | 4     |
| Абсолютный минимум, °C        | −13,3 | −11,1 | −7,8 | 0    | 5,6   | 11,1 | 14,4 | 14,4 | 5    | −3,9 | −7,2  | −16,7 |
| Норма осадков, мм             | 65,5  | 64    | 72,1 | 52,1 | 106,7 | 95   | 53,6 | 55,1 | 75,7 | 128  | 89,4  | 74,9  |
| Источник: intellicast.com     |       |       |      |      |       |      |      |      |      |      |       |       |

## Население
Согласно переписи населения 2010 года в городе проживал 4881 человек, было 1645 домохозяйств и 1175 семей. Расовый состав города: 68,7 % — белые, 11,9 % — афроамериканцы, 1,2 % — 
коренные жители США, 0,9 % — азиаты, 0,1 % (4 человека) — жители Гавайев или Океании, 14,7 % — другие расы, 2,5 % — две и более расы. Число испаноязычных жителей любых рас составило 42,7 %.
Из 1645 домохозяйств, в 42,4 % живут дети младше 18 лет. 50,1 % домохозяйств представляли собой совместно проживающие супружеские пары (25,1 % с детьми младше 18 лет), в 14,3 % домохозяйств женщины проживали без мужей, в 7 % 
домохозяйств мужчины проживали без жён, 28,6 % домохозяйств не являлись семьями. В 24,3 % домохозяйств проживал только один человек, 10,8 % составляли одинокие пожилые люди (старше 65 лет). Средний размер домохозяйства составлял 2,86 человека. Средний размер семьи — 3,42 человека.
Население города по возрастному диапазону распределилось следующим образом: 32,6 % — жители младше 20 лет, 25,5 % находятся в возрасте от 20 до 39, 27,4 % — от 40 до 64, 14,4 % — 65 лет и старше. Средний возраст составляет 33,7 года.
Согласно данным опросов пяти лет с 2012 по 2016 годы, средний доход домохозяйства в Гиддингсе составляет 41 087 долларов США в год, средний доход семьи — 55 474 доллара. Доход на душу населения в городе составляет 20 077 долларов. Около 18,7 % семей и 23,8 % населения находятся за чертой бедности. В том числе 42,6 % в возрасте до 18 лет и 7,9 % старше 65 лет.

## Местное управление
Управление городом осуществляется мэром и городским советом, состоящим из 5 человек, один из которых выбирается заместителем мэра.
Другими важными должностями, на которые происходит наём сотрудников, являются:
- Сити-менеджер
- Городской юрист
- Городской секретарь

## Инфраструктура и транспорт
Основными автомагистралями, проходящими через Гиддингс, являются:
- автомагистраль 77 США идёт с севера от Камерона на юг к Ла-Грейнджу.
- автомагистраль 290 США идёт с востока от Бренема на запад к Остину.

В городе располагается аэропорт Гиддингса/округа Ли. Аэропорт располагает одной взлётно-посадочной полосой длиной 1219 метров. Ближайшими аэропортами, выполняющими коммерческие рейсы, являются аэропорт Истервуд в Колледж-Стейшене и аэропорт Остин Бергстром. Аэропорты находятся примерно в 90 километрах к северо-востоку и в 80 километрах к западу от Гиддингса соответственно.

## Образование
Город обслуживается независимым школьным округом Гиддингс.

## Экономика
Согласно бюджету города на 2017-2018 финансовый год, планируемые доходы Гиддингса за год составляют $14,3 млн, а расходы — примерно $14,29 млн.